# Atletica leggera ai Giochi della XXVI Olimpiade - 800 metri piani maschili

Video delle Semifinali

Video della Finale

Gli 800 metri piani hanno fatto parte del programma di atletica leggera maschile ai Giochi della XXVI Olimpiade. La competizione si è svolta nei giorni 28-31 luglio 1996 allo Stadio Olimpico del Centenario di Atlanta.

## Presenze ed assenze dei campioni in carica
| Competizione         | Atleta               | Prestazione | Atlanta 1996 |
| -------------------- | -------------------- | ----------- | ------------ |
| Olimpiadi 1992       | William Tanui        | 1'43”66     | Solo 1500 m  |
| Commonwealth 1994    | Patrick Konchellah   | 1'45”18     | Non qual.    |
| Goodwill Games 1994  | Andrej Loginov       | 1'46”65     | Assente      |
| Europei 1994         | Andrea Benvenuti     | 1'46”12     | Presente     |
| Coppa del mondo 1994 | Mark Everett         | 1'46”02     | 7º ai Trials |
| Asiatici 1994        | Lee Jin-il           | 1'45”72     | Assente      |
| Panamericani 1995    | José Luíz Barbosa    | 1'46”02     | Presente     |
| Africani 1995        | Arthémon Hatungimana | 1'47”42     | Presente     |
| Mondiali 1995        | Wilson Kipketer      | 1'45”08     | Assente      |
|                      |                      |             |              |
| Mondiali junior 1992 | Benson Koech         | 1'44”77     | Non qual.    |

1. ↑  Wilson Kipketer vive in Danimarca dal 1990. Nel 1995 l'IAAF gli ha concesso di partecipare ai Mondiali in rappresentanza del Paese europeo. Nel 1996 le pratiche per la nuova cittadinanza non sono ancora completate. Il Kenya gli offre un posto in squadra, ma Kipketer, che ormai ha fatto una scelta di vita, rifiuta e decide di aspettare i prossimi Giochi.

## La gara
L'Italia punta su Andrea Benvenuti e Giuseppe D'Urso. Giungono fino alla semifinale. Altro eliminato in semifinale è Arthémon Hatungimana, il burundiano medaglia d'argento a Barcellona. Ma anche il vincitore dei Trials kenioti, Philip Kibitok, non riesce a raggiungere la finale. Il miglior tempo invece è del cubano Norberto Tellez, che vince la terza serie in 1'43"79. Non c'è un chiaro favorito per la medaglia d'oro.
In finale l'esperto Johnny Gray, alla sua quarta finale olimpica, conduce la finale fino ai 600 metri. Vebjørn Rodal si piazza dietro di lui e fa partire una volata irresistibile sul rettilineo finale. Vince con il nuovo record olimpico.
Hezekiél Sepeng rimonta dalla settima posizione ed agguanta l'argento. È stata la gara più veloce di sempre: i primi quattro hanno corso in meno di 1'43".

## Risultati

### Turni eliminatori
| 8 Batterie   | 28 luglio | 57 partenti   | Si qualificano i primi 2 + gli 8 migliori tempi. |
| 3 Semifinali | 29 luglio | 8 + 8 + 8     | Si qualificano i primi 2 + i 2 migliori tempi.   |
| Finale       | 31 luglio | 8 concorrenti |                                                  |

### Finale
| Primatista mondiale   | 1'41"73 1981 | Sebastian Coe   | Ritir. 1990 |
| Primatista stagionale | 1'42"51      | Wilson Kipketer | Assente     |

1. ↑  Stabilito il 10 luglio.

| Pos | Paese       | Atleta           | Tempo   |
| --- | ----------- | ---------------- | ------- |
|     | Norvegia    | Vebjørn Rodal    | 1'42"58 |
|     | Sudafrica   | Hezekiél Sepeng  | 1'42"74 |
|     | Kenya       | Fred Onyancha    | 1'42"79 |
| 4   | Cuba        | Norberto Tellez  | 1'42"85 |
| 5   | Germania    | Nico Motchebon   | 1'43"91 |
| 6   | Kenya       | David Kiptoo     | 1'44"19 |
| 7   | Stati Uniti | Johnny Gray      | 1'44"21 |
| 8   | Marocco     | Benyounes Lahlou | 1'45"52 |

Rodal stabilisce il quinto miglior tempo della storia sulla distanza e conquista un oro che alla Norvegia mancava in atletica dai Giochi del 1956 (giavellotto maschile).

Hezekiél Sepeng è il primo sudafricano nero a vincere una medaglia olimpica.